# NBAオールスターゲーム
NBAオールスターゲームは、北米のプロバスケットボールリーグNBAで毎年2月に開催されるエキシビションゲームで、イースタン・カンファレンスとウェスタン・カンファレンスからそれぞれファン投票により選ばれたスター選手と、ヘッドコーチの推薦により選ばれた選手で行われる。

## 概要
ファン投票で、それぞれのカンファレンスで、スターターは、ガード2名、フロントコートプレーヤー3名の5名が選ばれ、ヘッドコーチ推薦でリザーブのガード2名、フロントコートプレーヤー2名、ワイルドカード2名の計7名が選ばれる。ゲームは通常のNBAのルールによって行われるが、厳しいディフェンスは行われず、ダンクや、アリウープなど派手なプレーの応酬になることが多く、得点も通常のゲームよりは多くなる傾向にある。またハーフタイムは通常のルールより長く取られ、その間に有名アーティストによるハーフタイムショーが催される。ゲーム終了後にオールスターMVPが選ばれるが、2020年からはコービー・ブライアントの名を冠したNBA All-Star Game Kobe Bryant Most Valuable Playerという名称に変更された。同大会は、開催週の週末にオールスターウィークエンドとも呼ばれている。金曜日のライジング・スターズ・チャレンジ、土曜日のスラムダンクコンテスト、スリーポイントコンテスト、スキルチャレンジなどが行われ、日曜日に本試合が行われる。
東西カンファレンス対抗形式で長年開催されてきたが、2018年からは、両カンファレンスの最多得票を集めた選手がチームキャプテンとなり、選ばれたその他のスターターとヘッドコーチ投票で決まるリザーブ選手をドラフト指名してチームを構成する。キャプテンは、1巡目で自分たちを除く8名のスターターから、2巡目でヘッドコーチ投票により選ばれる14名のリザーブから、カンファレンス不問で選手をドラフト指名する。
ボストン・ガーデンで1951年3月2日に第1回大会が行われて以来、毎年（1999年はロックアウトのため中止）開催されている。それぞれのカンファレンスで最高勝率を残しているヘッドコーチが、カンファレンスヘッドコーチを務める。ただし2シーズン続けては務められない。次に成績のよいヘッドコーチが務める。1980年代にパット・ライリーが続いたため設けられたもので“ライリールール”と呼ばれる。
2023年のNBAオールスターゲームは視聴率と視聴者数が過去最低の記録となった。
2025年のNBAオールスターゲームは前述の2023年に次いで史上2番目に低い視聴率を記録した。また、サタデーナイトコンテスト(土曜日に行われたスラムダンクコンテスト、スリーポイントコンテスト、スキルチャレンジ)の視聴率も過去最低を記録した。

## 歴代大会一覧
| イースト (38勝) | ウエスト (29勝) |
| --------------- | --------------- |

| 年   | 勝利チーム | スコア                 | 開催地                                                      | MVP                                                 |
| ---- | --- | ---------------------- | ----------------------------------------------------------- | --------------------------------------------------- |
| 1951 | イースト | 111-94                 | ボストン・ガーデン (ボストン)                               | エド・マコーレー                                    |
| 1952 | イースト | 108-91                 | ボストン・ガーデン (ボストン)                               | ポール・アリジン                                    |
| 1953 | ウエスト | 79-75                  | アレン・ウォー・メモリアル・コロシアム (フォートウェイン)   | ジョージ・マイカン                                  |
| 1954 | イースト | 98-93 (OT)             | マディソン・スクエア・ガーデン (ニューヨーク)               | ボブ・クージー                                      |
| 1955 | イースト | 100-91                 | マディソン・スクエア・ガーデン (ニューヨーク)               | ビル・シャーマン                                    |
| 1956 | ウエスト | 108-94                 | ロチェスター・ウォー・メモリアル・コロシアム (ロチェスター) | ボブ・ペティット                                    |
| 1957 | イースト | 109-97                 | ボストン・ガーデン (ボストン)                               | ボブ・クージー (2)                                  |
| 1958 | イースト | 130-118                | キール・オーディトリアム (セントルイス)                     | ボブ・ペティット (2)                                |
| 1959 | ウエスト | 124-108                | オリンピア・スタジアム (デトロイト)                         | ボブ・ペティット (3) エルジン・ベイラー             |
| 1960 | イースト | 125-115                | コンベンション・ホール (フィラデルフィア)                   | ウィルト・チェンバレン                              |
| 1961 | ウエスト | 153-131                | オノンダガ・ウォー・メモリアル・コロシアム (シラキュース)   | オスカー・ロバートソン                              |
| 1962 | ウエスト | 150-130                | セントルイス・アリーナ (セントルイス)                       | ボブ・ペティット (4)                                |
| 1963 | イースト | 115-108                | ロサンゼルス・メモリアル・スポーツ・アリーナ (ロサンゼルス) | ビル・ラッセル                                      |
| 1964 | イースト | 111-107                | ボストン・ガーデン (ボストン)                               | オスカー・ロバートソン (2)                          |
| 1965 | イースト | 124-123                | セントルイス・アリーナ (セントルイス)                       | ジェリー・ルーカス                                  |
| 1966 | イースト | 137-94                 | シンシナティ・ガーデンズ (シンシナティ)                     | エイドリアン・スミス                                |
| 1967 | ウエスト | 135-120                | カウ・パレス (サンフランシスコ)                             | リック・バリー                                      |
| 1968 | イースト | 144-124                | マディソン・スクエア・ガーデン (ニューヨーク)               | ハル・グリア                                        |
| 1969 | イースト | 123-112                | ボルティモア・シビック・センター (ボルティモア)             | オスカー・ロバートソン (3)                          |
| 1970 | イースト | 142-135                | スペクトラム (フィラデルフィア)                             | ウィリス・リード                                    |
| 1971 | ウエスト | 108-107                | サンディエゴ・スポーツ・アリーナ (サンディエゴ)             | レニー・ウィルケンズ                                |
| 1972 | ウエスト | 112-110                | ザ・フォーラム (イングルウッド)                             | ジェリー・ウェスト                                  |
| 1973 | イースト | 104-84                 | シカゴ・スタジアム (シカゴ)                                 | デイブ・コーウェンス                                |
| 1974 | ウエスト | 134-123                | シアトル・センター・コロシアム (シアトル)                   | ボブ・レイニア                                      |
| 1975 | イースト | 108-102                | アリゾナ・ベテランズ・メモリアル・コロシアム (フェニックス) | ウォルト・フレイジャー                              |
| 1976 | イースト | 123-109                | スペクトラム (フィラデルフィア)                             | デイブ・ビン                                        |
| 1977 | ウエスト | 125-124                | ミルウォーキー・アリーナ (ミルウォーキー)                   | ジュリアス・アービング                              |
| 1978 | イースト | 133-125                | オムニ・コロシアム (アトランタ)                             | ランディ・スミス                                    |
| 1979 | ウエスト | 134-129                | ポンティアック・シルバードーム (デトロイト)                 | デイヴィッド・トンプソン                            |
| 1980 | イースト | 144-136 (OT)           | キャピタル・センター (ランドーヴァー)                       | ジョージ・ガービン                                  |
| 1981 | イースト | 123-120                | リッチフィールド・コロシアム (リッチフィールド)             | ネイト・アーチボルド                                |
| 1982 | イースト | 120-118                | ブレンダン・バーン・アリーナ (イーストラザフォード)         | ラリー・バード                                      |
| 1983 | イースト | 132-123                | ザ・フォーラム (イングルウッド)                             | ジュリアス・アービング (2)                          |
| 1984 | イースト | 154-145 (OT)           | マクニコルズ・スポーツ・アリーナ (デンバー)                 | アイザイア・トーマス                                |
| 1985 | ウエスト | 140-129                | フージャー・ドーム (インディアナポリス)                     | ラルフ・サンプソン                                  |
| 1986 | イースト | 139-132                | リユニオン・アリーナ (ダラス)                               | アイザイア・トーマス (2)                            |
| 1987 | ウエスト | 154-149 (OT)           | キングドーム (シアトル)                                     | トム・チェンバース                                  |
| 1988 | イースト | 138-133                | シカゴ・スタジアム (シカゴ)                                 | マイケル・ジョーダン                                |
| 1989 | ウエスト | 143-134                | アストロドーム (ヒューストン)                               | カール・マローン                                    |
| 1990 | イースト | 130-113                | マイアミ・アリーナ (マイアミ)                               | マジック・ジョンソン                                |
| 1991 | イースト | 116-114                | シャーロット・コロシアム (シャーロット)                     | チャールズ・バークレー                              |
| 1992 | ウエスト | 153-113                | オーランド・アリーナ (オーランド)                           | マジック・ジョンソン (2)                            |
| 1993 | ウエスト | 135-132 (OT)           | デルタ・センター (ソルトレイクシティ)                       | ジョン・ストックトン カール・マローン (2)           |
| 1994 | イースト | 127-118                | ターゲット・センター (ミネアポリス)                         | スコッティ・ピッペン                                |
| 1995 | ウエスト | 139-112                | アメリカ・ウェスト・アリーナ (フェニックス)                 | ミッチ・リッチモンド                                |
| 1996 | イースト | 129-118                | アラモドーム (サンアントニオ)                               | マイケル・ジョーダン (2)                            |
| 1997 | イースト | 132-120                | ガンド・アリーナ (クリーブランド)                           | グレン・ライス                                      |
| 1998 | イースト | 135-114                | マディソン・スクエア・ガーデン (ニューヨーク)               | マイケル・ジョーダン (3)                            |
| 1999 | ロックアウトにより中止 | ロックアウトにより中止 | ロックアウトにより中止                                      | ロックアウトにより中止                              |
| 2000 | ウエスト | 137-126                | オークランド・アリーナ (オークランド)                       | シャキール・オニール ティム・ダンカン               |
| 2001 | イースト | 111-110                | MCIセンター (ワシントンD.C.)                                | アレン・アイバーソン                                |
| 2002 | ウエスト | 135-120                | ファースト・ユニオン・センター (フィラデルフィア)           | コービー・ブライアント                              |
| 2003 | ウエスト | 155-145 (2OT)          | フィリップス・アリーナ (アトランタ)                         | ケビン・ガーネット                                  |
| 2004 | ウエスト | 136-132                | ステイプルズ・センター (ロサンゼルス)                       | シャキール・オニール (2)                            |
| 2005 | イースト | 125-115                | ペプシ・センター (デンバー)                                 | アレン・アイバーソン (2)                            |
| 2006 | イースト | 122-120                | トヨタ・センター (ヒューストン)                             | レブロン・ジェームズ                                |
| 2007 | ウエスト | 153-132                | トーマス&マック・センター (パラダイス)                      | コービー・ブライアント (2)                          |
| 2008 | イースト | 134-128                | ニューオーリンズ・アリーナ (ニューオーリンズ)               | レブロン・ジェームズ (2)                            |
| 2009 | ウエスト | 146-119                | USエアウァイズ・センター (フェニックス)                     | シャキール・オニール (3) コービー・ブライアント (3) |
| 2010 | イースト | 141-139                | カウボーイズ・スタジアム (アーリントン)                     | ドウェイン・ウェイド                                |
| 2011 | ウエスト | 148-143                | ステイプルズ・センター (ロサンゼルス)                       | コービー・ブライアント (4)                          |
| 2012 | ウエスト | 152-149                | アムウェイ・センター (オーランド)                           | ケビン・デュラント                                  |
| 2013 | ウエスト | 143-138                | トヨタ・センター (ヒューストン)                             | クリス・ポール                                      |
| 2014 | イースト | 163-155                | スムージー・キング・センター (ニューオーリンズ)             | カイリー・アービング                                |
| 2015 | ウエスト | 163-158                | マディソン・スクエア・ガーデン (ニューヨーク)               | ラッセル・ウェストブルック                          |
| 2016 | ウエスト | 196-173                | エア・カナダ・センター (トロント)                           | ラッセル・ウェストブルック (2)                      |
| 2017 | ウエスト | 192-182                | スムージー・キング・センター (ニューオーリンズ)             | アンソニー・デイビス                                |
| 2018 | チーム・レブロン | 148-145                | ステイプルズ・センター (ロサンゼルス)                       | レブロン・ジェームズ (3)                            |
| 2019 | チーム・レブロン | 178-164                | スペクトラム・センター (シャーロット)                       | ケビン・デュラント (2)                              |
| 2020 | チーム・レブロン | 157-155                | ユナイテッド・センター (シカゴ)                             | カワイ・レナード                                    |
| 2021 | チーム・レブロン | 170-150                | ステートファーム・アリーナ (アトランタ)                     | ヤニス・アデトクンボ                                |
| 2022 | チーム・レブロン | 163-160                | ロケット・モーゲージ・フィールドハウス (クリーブランド)     | ステフィン・カリー                                  |
| 2023 | チーム・ヤニス | 184-175                | ビビント・アリーナ (ソルトレイクシティ)                     | ジェイソン・テイタム                                |
| 2024 | イースト | 211-186                | バンカーズ・ライフ・フィールドハウス (インディアナポリス)   | デイミアン・リラード                                |
| 2025 | Chuck's Global Stars 41, Kenny's Young Stars 32 (semifinal 1) Shaq's OGs 42, Candace's Rising Stars 35 (semifinal 2) Shaq's OGs 41, Chuck's Global Stars 25 (championship) |                        | チェイス・センター (サンフランシスコ)                       | ステフィン・カリー                                  |
| 2026 | |                        | インテュイット・ドーム (ロサンゼルス)                       |                                                     |
| 2027 | |                        | フットプリント・センター (フェニックス)                     |                                                     |

## 歴代キャプテン
2018年のNBAオールスターゲームより、各カンファレンスの最多得票者がキャプテンとなり、チーム編成をキャプテンがドラフト形式で決定することとなった。
| 開催年 | イースタン・カンファレンス | イースタン・カンファレンス     | ウェスタン・カンファレンス | ウェスタン・カンファレンス       |
| 2018年 | レブロン・ジェームズ       | クリーブランド・キャバリアーズ | ステフィン・カリー         | ゴールデンステート・ウォリアーズ |
| 2019年 | ヤニス・アデトクンボ       | ミルウォーキー・バックス       | レブロン・ジェームズ       | ロサンゼルス・レイカーズ         |
| 2020年 | ヤニス・アデトクンボ       | ミルウォーキー・バックス       | レブロン・ジェームズ       | ロサンゼルス・レイカーズ         |
| 2021年 | ケビン・デュラント         | ブルックリン・ネッツ           | レブロン・ジェームズ       | ロサンゼルス・レイカーズ         |

## 記録
2025年終了時点
- 最多選出：レブロン・ジェームズ（21回）
- 最多MVP：ボブ・ペティット、コービー・ブライアント（4回）
- 通算得点：レブロン・ジェームズ（434）
- 通算リバウンド：ウィルト・チェンバレン（197）
- 通算アシスト：クリス・ポール（128）
- 通算スティール：コービー・ブライアント（38）
- 通算ブロック：カリーム・アブドゥル＝ジャバー（31）
- 通算3ポイントシュート成功数：ステフィン・カリー（51）
- 1試合最多得点：ジェイソン・テイタム（55得点、2023年）
- 1試合最多リバウンド：ボブ・ペティット（27リバウンド、1962年）
- 1試合最多アシスト：マジック・ジョンソン（22アシスト、1984年）
- 1試合最多スティール：リック・バリー（8スティール、1975年）
- 1試合最多ブロック：カリーム・アブドゥル＝ジャバー（6ブロック、1980年）
- 1試合最多3ポイントシュート成功数：ステフィン・カリー（16本、2022年）